# Сиера Пакарайма
Сиера Пакарайма или Сера Пакарайма (на испански: Sierra Pacaraima; на португалски: Serra Pacaraima) е планинска верига, разположена в централните части на Гвианската планинска земя, простираща на около 400 km, по границата между Венецуела и Гвиана на север и Бразилия на юг. Тя е една от 4-те основни планини, които съставят Гвианската планинска земя. Другите 3 са Акарай, Иматака и Кануку. Максималната ѝ височина е в граничният между 3-те държави масив Рорайма с височина 2810 m. Изградена е основно пясъчници, залягащи върху древни метаморфни скали. Склоновете ѝ са много стръмни, на места отвесни, почти лишени от растителност, а най-високите ѝ части са платообразни.